# Walter Lewis
Walker Lewis (nacido como Kwaku Walker Lewis, el 3 de agosto de 1798 en Massachusetts, Estados Unidos) 
Hijo de Minor Walker Lewis y Peter Lewis. Su nombre completo era Kwaku Walker Lewis, el nombre de su tío materno, Kwaku Walker. (Kwaku significa «niño nacido el miércoles», entre las personas Akan de Ghana.) Lewis fue uno de nueve hijos. Se crio en una familia negra prominente de clase media que valoraba la educación, el activismo y la participación política. Cuando era niño, Peter y Minor Lewis trasladaron su familia a Cambridge. Walker Lewis fue un barbero exitoso que era dueño de una construcción residencial y comercial en Boston.
En marzo de 1826, Lewis se casó con Elizabeth Lovejoy (mestiza, hija de Peter Lovejoy, que era negro, y Lydia Greenleaf Bradford, que era blanca). Su primer hijo, Enoc Lovejoy Lewis, nació en junio.
La familia de Lewis se mudó a Lowell, donde la revolución industrial de las fábricas textiles trajo prosperidad económica a la zona. En Lowell, junto con su cuñado John Levy, Lewis abrió una barbería en Merrimack Street. Lewis compró sus casas a dos familias en la sección Centralville de Lowell.

## Activismo comunitario
Lewis y muchos de sus hermanos y sus familias participaron activamente en el movimiento abolicionista y la igualdad de derechos en todo Massachusetts y el noreste.

### Masonería
Mientras estaba en Boston, Lewis fue iniciado en la masonería Africana cerca de 1823, participando en la Boston African Lodge # 459 (Prince Hall Francmasonería). En 1825, se convirtió en el sexto Maestro y un año más tarde fue su Primer Vigilante. Después de que la Logia Africana declaró su independencia de la Gran Logia de Londres y se convirtió a sí misma en la Gran Logia Africana, Walker Lewis fue el Gran Maestro de la Gran Logia Africana # 1 para 1829 y 1830.

### Massachusetts Asociación Colored
En la época de su matrimonio con Elizabeth Lovejoy, en 1826, Lewis y Thomas Dalton ayudaron a organizar la Asociación General de Massachusetts de gente de color (MGCA), la primera organización de este tipo de gente negra en los Estados Unidos.
En 1829, la MGCA ayudó a David Walker (sin parentesco) a publicar The Radical, una apelación de 76 páginas a los ciudadanos de color del Mundo, que exigía la emancipación incondicional e inmediata de todos los esclavos en los EE. UU. Lewis dispuso de la impresora Boston que publicó los Artículos de la Gran Logia Africana, para imprimir la controversial apelación.

### African Humane Society
En 1831, Lewis se desempeñó como Presidente de la African Humane Society, en Boston, que proporcionaba los gastos funerarios para los pobres, la asistencia de viudas, y construyó la African School, en Boston. La African Humane Society también patrocinó un «proyecto de acuerdo» para los afroamericanos que querían emigrar a instalarse en Liberia. Cuando el barco zarpó en 1813 su manifiesto contenía a la mayor parte de los miembros de la Logia de Hiram N° 3, de Providence, Rhode Island (fletado por el Gran Maestro del Prince Hall Prince Hall de la Gran Logia Africana, en 1797).

### Ferrocarril Subterráneo
En Lowell, durante los años entre 1840 y 1850, la casa de Lewis era una parada del ferrocarril subterráneo. Por algún tiempo albergó al fugitivo Nathaniel Booth, de Virginia, que se asentó en Lowell en 1844. Hasta 1850 tuvo una peluquería, pero emigró a Canadá después de la aprobación de la Ley de Esclavos Fugitivos de 1850. Más tarde regresó a Lowell.
El hijo de Walker, Enoc, tenía una tienda de ropa usada, principalmente para ayudar a escapar a los esclavos cambiando su apariencia con ropa nueva y mejor. Walker les cortaba y peinaba el cabello para ayudarlos en su disfraz.

## Conversión al mormonismo
Cerca de 1842, Lewis, que había adorado en la Iglesia Episcopal, luego de lo cual se convirtió a la Iglesia de Jesucristo de los Santos de los Últimos Días. Se cree[¿por quién?] que fue bautizado por Parley P. Pratt. Un año más tarde, en el verano de 1843, Lewis fue ordenado élder, un oficio del sacerdocio restauracionista por William Smith, hermano del fundador José Smith. Lewis se convirtió en el tercer hombre negro en recibir el sacerdocio mormón, hasta donde se conoce[cita requerida] (Los dos primeros fueron Elijah Abel y un hombre conocido solo como el Negro Pete.)
El hijo primogénito de Walker, Enoc Lovejoy Lewis, también se unió a la Iglesia. El 18 de septiembre de 1846 Enoc se casó con una mujer blanca de su fe, María Matilde Webster, en Cambridge.

### Las prohibiciones contra los afroamericanos
Después de establecerse en Utah en 1848, la facción liderada por Young anunció una prohibición que impidió a todos los hombres de origen africano negro poseer el sacerdocio. Además, prohibió a los devotos de ascendencia africana la participación en los ritos del templo, incluyendo la investidura o el sellamiento matrimonial. Estas restricciones raciales permanecieron en la facción de Utah hasta 1978, cuando la política fue rescindida por el entonces presidente de la iglesia, Spencer W. Kimball. Tales prohibiciones no existieron en la Iglesia mientras su fundador, José Smith, estaba vivo, ni fueron establecidas en las facciones que permanecieron en Missuri y sus alrededores, como por ejemplo la Iglesia Reorganizada de Jesucristo de los Santos de los Últimos Días.

## Fallecimiento
Lewis murió el 26 de octubre de 1856 a los 58 años, en Lowell, de tuberculosis. Fue enterrado en el lote familiar, en el cementerio de Lowell.